# Cola alternatif
 (octobre 2024).
- Si vous ne connaissez pas le sujet, laissez ce bandeau (vous pouvez alors contacter les auteurs).
- Si vous supprimez le contenu mis en cause (vous pouvez préalablement contacter les auteurs),

argumentez précisément cette suppression dans la page de discussion
(un manque de référence n'est pas un argument ; une recherche réelle de référence doit avoir été effectuée, être formellement documentée).
Un cola alternatif ou altercola est un cola destiné à offrir une alternative aux deux leaders du marché de la boisson gazeuse que sont Coca-Cola et Pepsi.

## Description
On doit distinguer trois catégories d’altercolas répondant à des objectifs et des stratégies commerciales différents :
- le cola d’alternative culturelle, qui se développe sur la base d’un rejet de l’image hégémonique et américanisante (éditorial) de la marque Coca-Cola. Le but de ces produits est d’offrir un cola attaché à une autre culture ou un autre système de valeur.
- le cola équitable, qui est développé selon les critères du commerce équitable ou de l’agriculture biologique. Ils sont en réalité assez peu nombreux.
- le cola concurrent : il s’agit d’une marque qui se développe indépendamment. Ce sont des concurrents sérieux qui ne visent pas directement le rejet de Coca-Cola, mais promeuvent surtout une recette de cola qui leur est propre.

## Colas d'alternative culturelle
Le développement de ces altercolas relève généralement d’une idée politique. Ces altercolas visent à lutter contre l’hégémonie américaine (éditorial) sur le marché du cola et principalement de Coca-Cola. Il s'inscrivent ainsi dans un mouvement de rejet de la culture et du modèle économique américain. L'émergence de ces colas alternatifs illustre diverses philosophies.
De l’avis de certains sociologues[réf. nécessaire], il s’agit aussi d’une « réappropriation identitaire » : consommer ce qui est le plus proche de soi, avec le sentiment de résister à la mondialisation.

### Colas alternatifs locaux
Ces colas alternatifs émergent dans des zones qui ont généralement une identité culturelle locale à défendre. Le cola alternatif local s’inscrit dans une démarche globale de localisation des éléments de la vie quotidienne. Il est donc généralement un produit régional et est essentiellement commercialisé dans cette zone. Il reste cependant assez souvent un produit importé d'une autre région : en France, l'Abeille à Cholet produit et embouteille plusieurs des colas alternatifs suscités (Auvergnat Cola, Corsica Cola, Vendée Cola, Anjou Cola, Colà Occitan, Euskal Kola, etc.).

#### Bougnat Cola
Le Bougnat Cola, soda alternatif auvergnat, est commercialisé à partir de 2009 par la société Audebert Boissons, située à Bort-les-Orgues en Corrèze. Il tire son nom de bougnat qui signifie un immigrant originaire du Massif central et installé à Paris. Audebert Boissons (avec un effectif de 49 salariés pour un chiffre d'affaires de 13,5 millions d'euros en 2010) fabrique de la limonade depuis plus d’un siècle à Bort-les-Orgues et possède une unité d’embouteillage et un circuit de distribution dans les CHR auvergnats. Dans les années 1980, la société se lance dans la production de colas et de tonics pour les discothèques. En 2009, elle commence la production de sodas et de boissons rafraîchissantes avec la marque Le Bougnat, ainsi que des bières dans le secteur de la micro-brasserie. En mars 2011, Audebert Boissons rachète la marque Auvergnat Cola, créée par Jean-Philippe Nicolaux. La marque Auvergnat Cola devient l’ensemble de la production sans alcool d’Audebert Boissons : l’Auvergnat Cola, Cola Zéro, Tonic, Thé Pêche, etc, tandis que la marque Le Bougnat est positionnée sur les bières.
L'Auvergnat Cola en verre est embouteillé à Bort-les-Orgues (une commune de Corrèze, limitrophe avec le Cantal) avec de l'eau de la source du Marilhou (Cantal) et du sucre provenant de la Sucrerie de Bourdon (Puy-de-Dôme).

#### Beuk Cola
Le Beuk Cola est un altercola fabriqué en Bretagne et distribué par la coopérative bretonne Kan Ar Bed jusqu'en 2008. Après une pause de quelques années, la production du Beuk Cola est relancée en 2013 à l'occasion du concert Mamm Douar organisé par Ingalañ à Saint-Nolff avec Manu Chao. Beuk signifie « rot » en breton. Son ingrédient de base est un sucre roux du Paraguay (issu de la coopérative ASOCACE) où il est distribué par certaines structures de commerce équitable.

#### Breizh Cola
Le Breizh Cola, premier cola alternatif créé en France, en Bretagne.

#### Britt Cola
Le Britt Cola est une boisson gazeuse, un altercola se déclarant breton (comme le Breizh Cola et le Beuk Cola) produit à Cholet, en Maine-et-Loire (Région Pays de la Loire), aux portes de la Bretagne historique par l'Abeille, le spécialiste français des colas. Il est commercialisé depuis le 4 juin 2009 par la brasserie de Bretagne dont le siège social se situe à Trégunc près de Concarneau dans le Finistère. Le Britt-cola est un cola classique avec une touche d'arômes naturels 'caramel beurre salé' commercialisé uniquement en Bretagne. La Brasserie de Bretagne a choisi de l'associer au monde d'Harley Davidson et au rock 'n' roll avec l'utilisation du slogan le « Rêve Armoricain ».

#### Elixia Cola
L'Elixia Cola est produit par la plus ancienne limonaderie de France. C'est un cola “premium” peu sucré fabriqué à Champagnole dans le Jura. Il se démarque par ses fines bulles, sa robe cuivrée et son parfum de vanille de Tahiti, avec des notes d'épices et la tonicité des agrumes, le tout allié à la douceur du caramel.

#### Elsass Cola
.

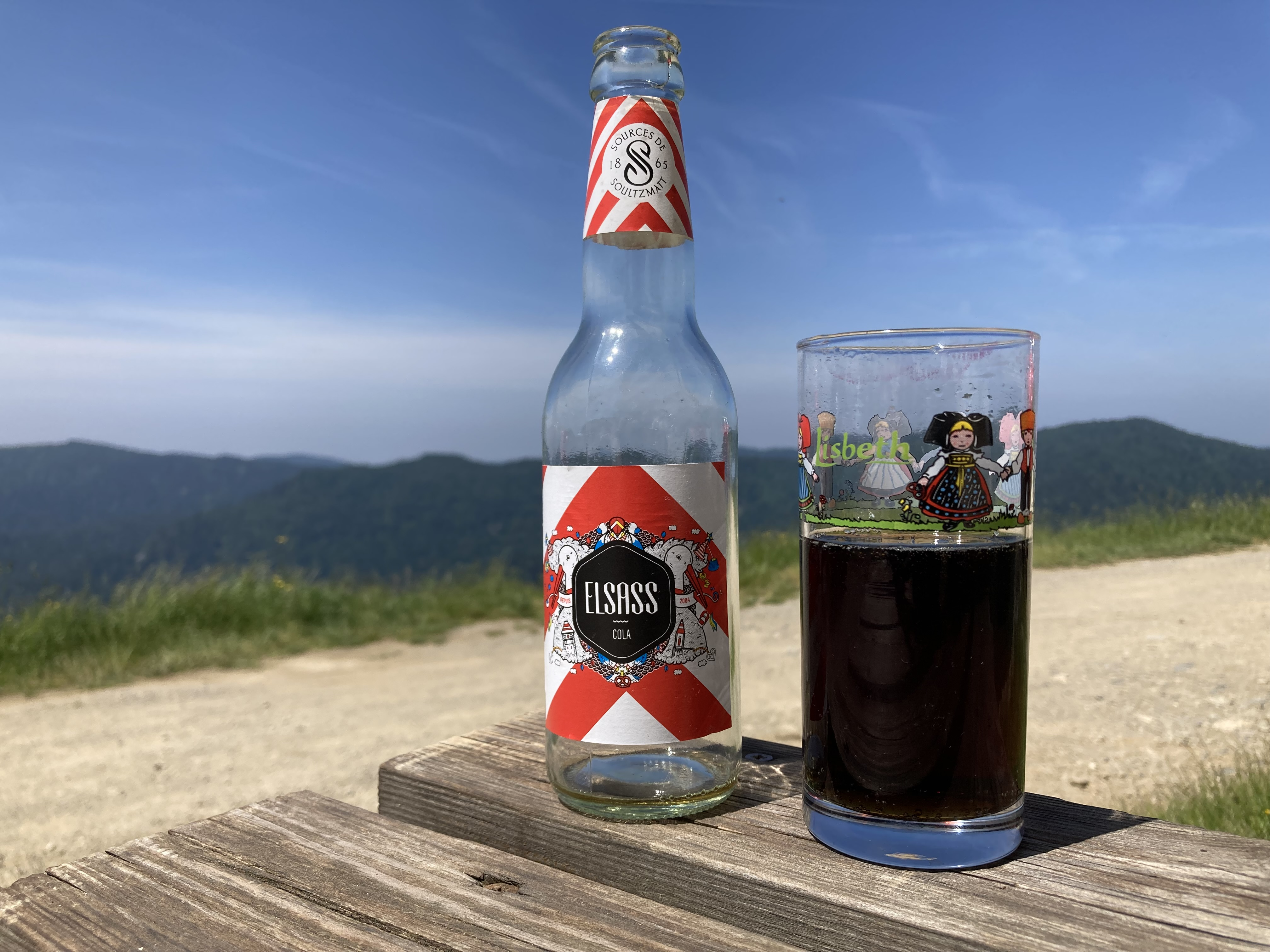
Bouteille et verre d'Elsass Cola devant la ligne bleue des Vosges

L'Elsass Cola est un cola alternatif alsacien lancé par Jacques Sérillon, de la société des Sources de Soultzmatt, en Alsace. L'Elsass Cola utilise exclusivement l’eau de source Lisbeth et le sucre raffiné à Erstein. Après sa commercialisation fin 2004, 1 million de bouteilles ont été vendues en 8 mois. La vente se fait en bouteille de 50 cl et 1,25 litre. Les sources de Soultzmatt souhaitent pérenniser le produit à long terme dans les bars et les restaurants alsaciens. En 2008, c'est un million de bouteilles d'Elsass Cola qui sont produites, ce qui représente 7 à 10 % des parts de marché en Alsace. La recette a par ailleurs été revue avec notamment une diminution du taux de sucre de 6 %.

#### Fizz Cola
Le Fizz Cola est produit par la Maison Meneau située à Bordeaux. Il est sans caféine, légèrement caramélisé et adouci au sucre de canne bio et équitable provenant du Paraguay. Il a une couleur ambrée naturelle et une saveur légèrement acidulée.

#### Jura Cola
Le Jura Cola est le cola « Made in Jura » produit par la brasserie La Rouget de Lisle située à Bletterans. Ce cola jurassien est fabriqué à base d'extraits naturels et modérément sucré. Il se démarque par une puissance aromatique légèrement plus “herbacée”,.

#### Meuh Cola
Le Meuh Cola est un soda équitable au cola normand, élaboré par Sébastien Bellétoile, fabriqué dans la Manche et commercialisé depuis le printemps 2010. Au ton décalé, il a un goût original de cola légèrement citronné et son ingrédient principal est le sucre de canne. Il se caractérise par ses ingrédients issus de l'agriculture biologique, l'absence d'acide phosphorique et de caféine. Le Meuh Cola est produit selon la démarche d'économie solidaire avec des partenaires locaux et avec des producteurs de canne à sucre des pays du sud ou d'Asie. Ces derniers sont souvent rassemblés en coopératives. Leur démarche et celle de la Meuh sont identiques : (sur)vivre dignement de son travail tout en créant des liens durables dans une réciprocité solidaire.

#### La Mortuacienne Cola
Ce cola de Franche-Comté est produit par Rieme Boissons. Il présente de fines bulles et a un goût de réglisse plus prononcé que le Coca Cola, avec moins de sucre.

#### Riviera Cola
Riviera Cola est commercialisé depuis 2021. C'est le premier cola de Provence produit par Les brasseurs de l’Estérel situé à Saint-Raphaël, dans la Technopole Epsilon. Cette entreprise a été créée en 2015 avec cinq recettes de bière dans le but de promouvoir l’identité de la région Provence-Alpes-Côte d'Azur. Le Riviera Cola est un cola composé d'arômes 100% naturels de citron vert, d’orange, de cannelle avec une pointe de vanille pour retrouver le goût du cola. Il a des bulles soyeuses et 30% de sucre en moins, sans caféine ni conservateurs. Après le succès commercial de leurs bières artisanales, avec près de 300 000 bouteilles vendues, puis la création d’une limonade, Riviera Cola enrichit la gamme des Brasseurs de l’Estérel.

#### Yaute Cola
Le Yaute Cola est fabriqué dans les Alpes par Les Brasseurs Savoyards à partir de noix de cola et d'extraits naturels de plantes. Ce soda est “bio” et a des notes de caramel légèrement citronné.

#### Autres
- 1642 Cola, le Cola de Montréal ;
- Alpa Cola/Alpen Cola, Alp'Cola et Montania Cola dans les deux Savoies et en Isère ;
- Alter Cola le cola catalan de la Brasserie Cap d'Ona à Argelès-sur-Mer ;
- Anjou Cola[12],[13] en Anjou ;
- Barr Cola, produit en Écosse par la compagnie A.G. Barr, fabricante du Irn-Bru ;
- Biarnés Cola de la maison Caubet dans le Béarn ;
- Beauce Cola de la Maison Savouré en Beauce ;
- Bec Cola et Cola biologique au Québec et Canada ;
- Berry Cola de L'Atelier de la Bière dans le Berry dans l'Indre ;
- Chtilà Cola dans le Nord de la France ;
- Cola by Tarn en Occitanie ;
- Colà Occitan de la Brasserie d’Oc en  Occitanie ;
- Cola'rdèche en Ardèche ;
- Corsica Cola en Corse ;
- Euskal Kola ou Euskal Herriko Kola[14],[15], le cola basque de la société de distribution de boissons Alterka, Cambo, Labourd ;
- Fada Cola à Marseille ;
- Liger Cola en Val de Loire, présenté comme le cola de Loire sauvage [16] ;
- Loère Cola en Touraine à l'eau de source de Saint-Hippolyte [16] ;
- Lorraine Cola en Lorraine[17] ;
- Paris Cola[18] en Île-de-France ;
- Poitou Cola dans le Poitou ;
- Provença Cola en Provence ;
- Oléron Cola fabriqué artisanalement sur l'Île d'Oléron [19];
- Riviera cola, en région PACA.
- tuKola, cola cubain produit et distribué par l'entreprise Los Portales ;
- Vendée Cola en Vendée ;
- Vexin Cola[20] en Vexin, dans le Val-d'Oise ;
- Ubuntu Cola, certifié par la Fairtrade Labelling Organizations

Meuh Cola.
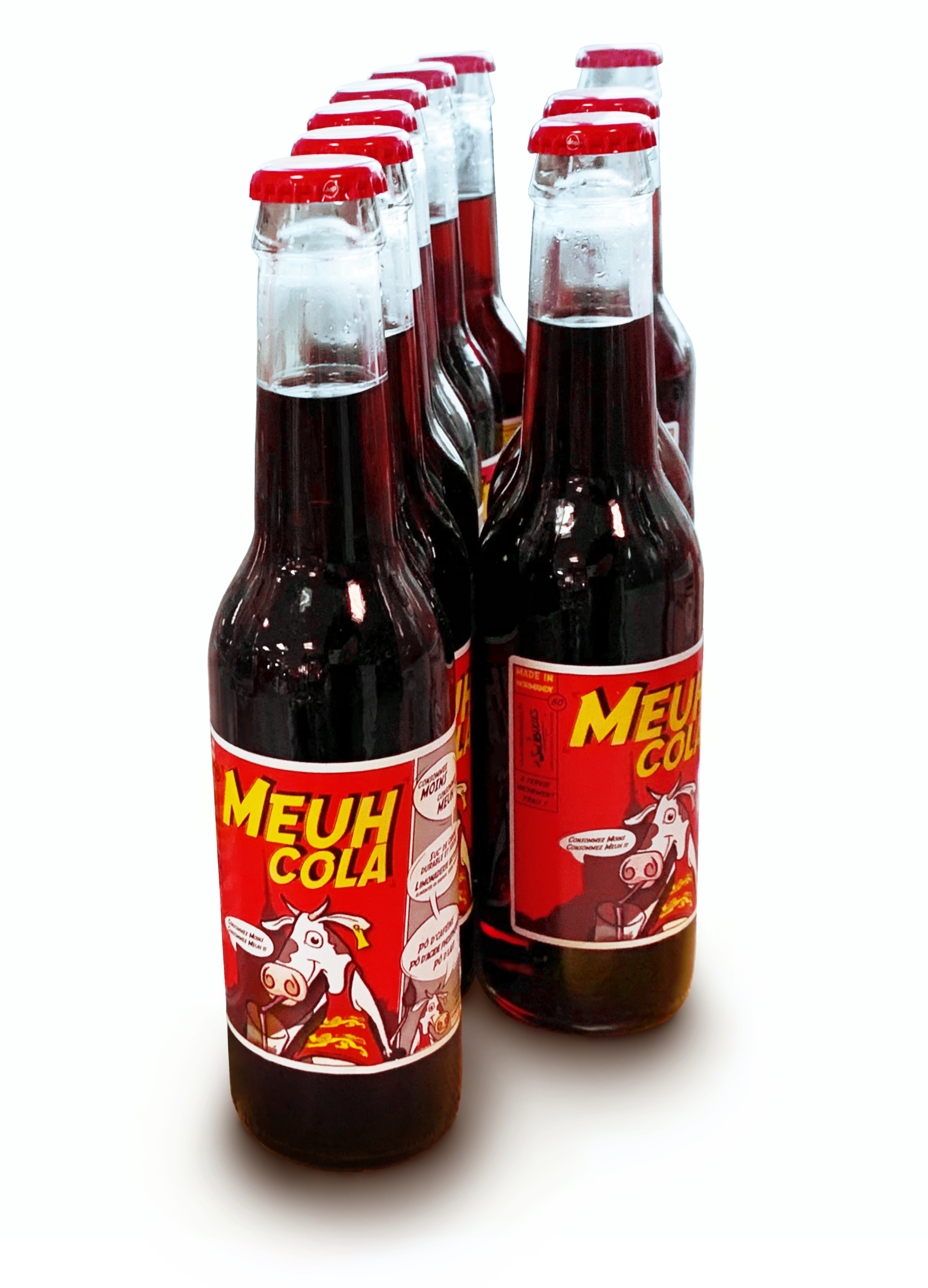
Bouteilles de Meuh Cola de 27,5 cl.
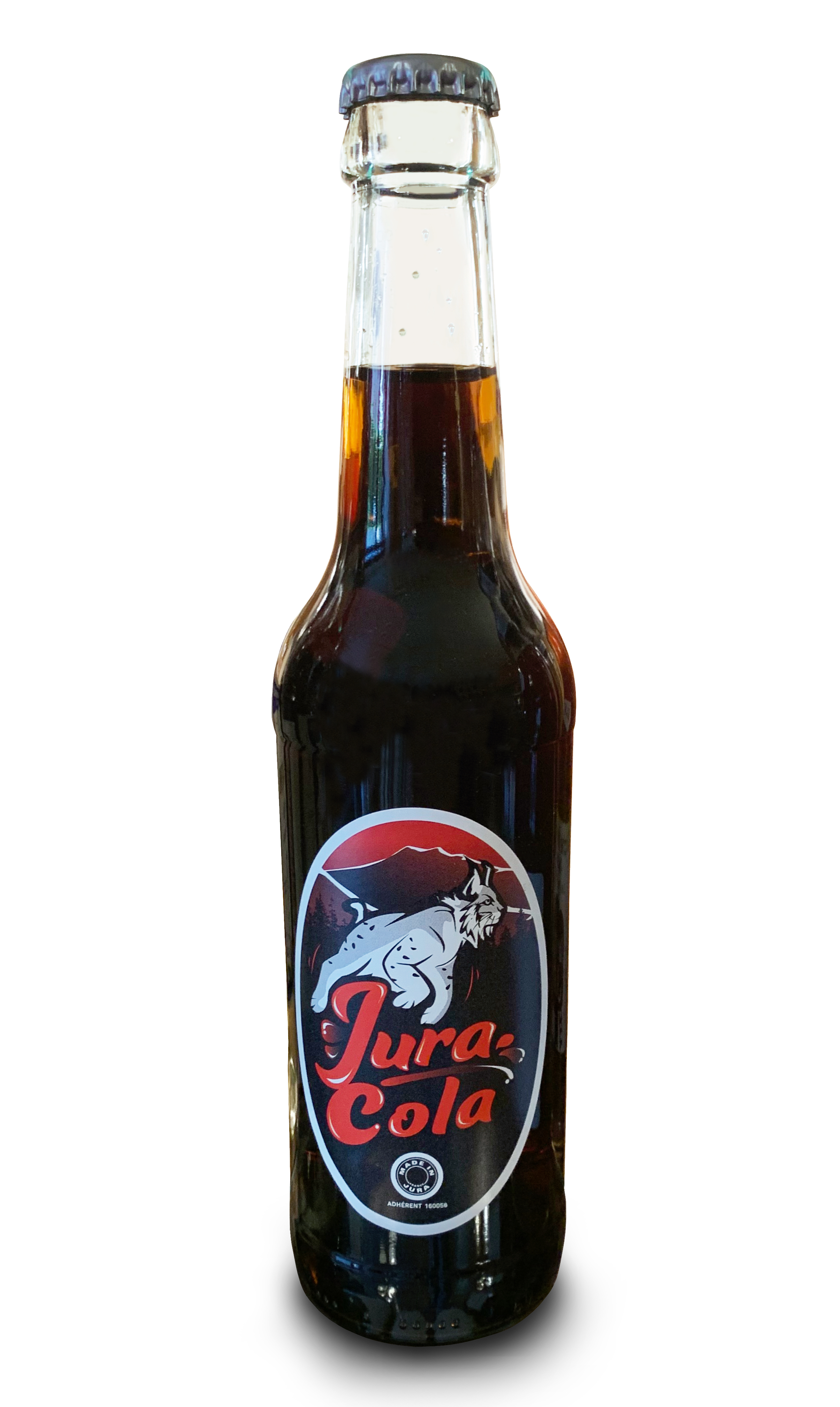
Jura Cola.
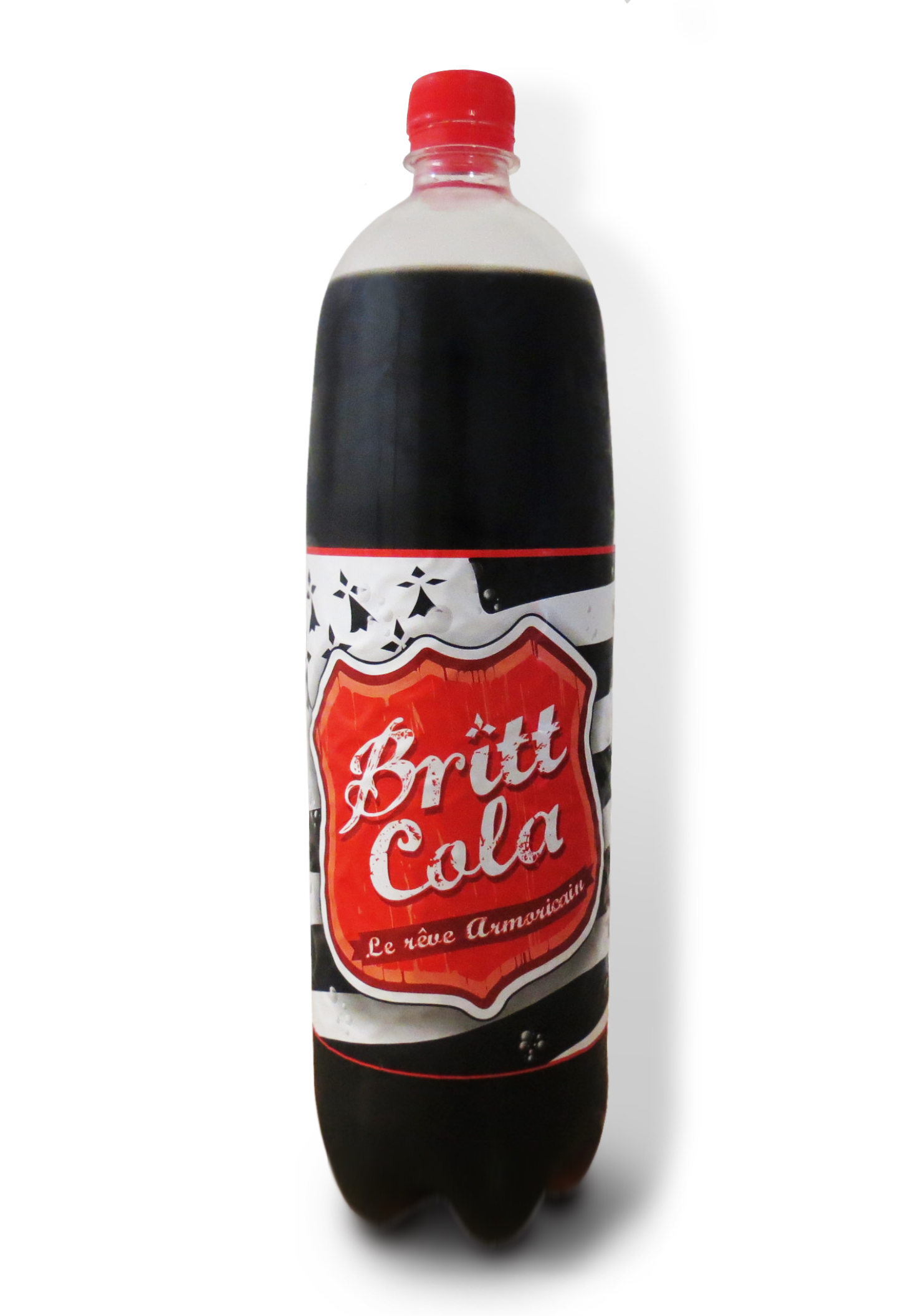
Britt Cola.
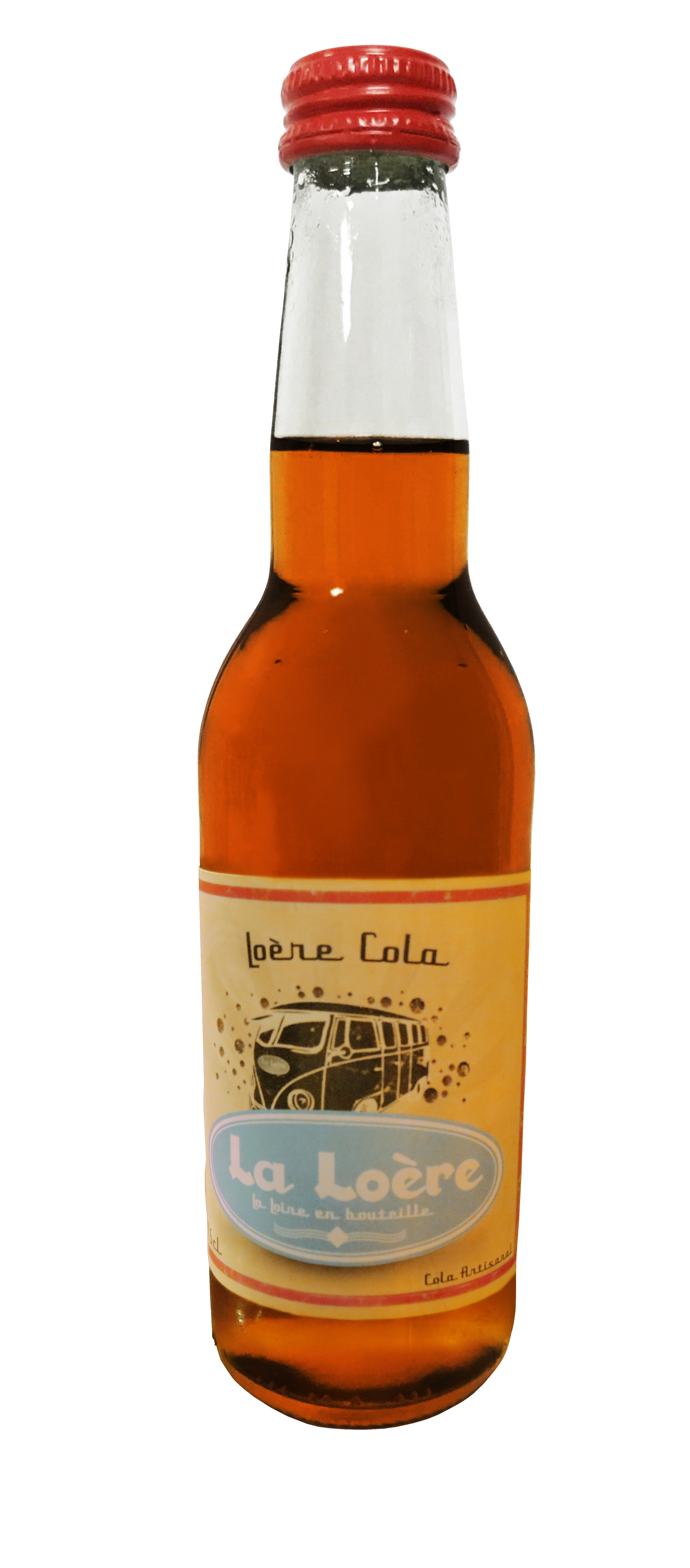
Loère cola.
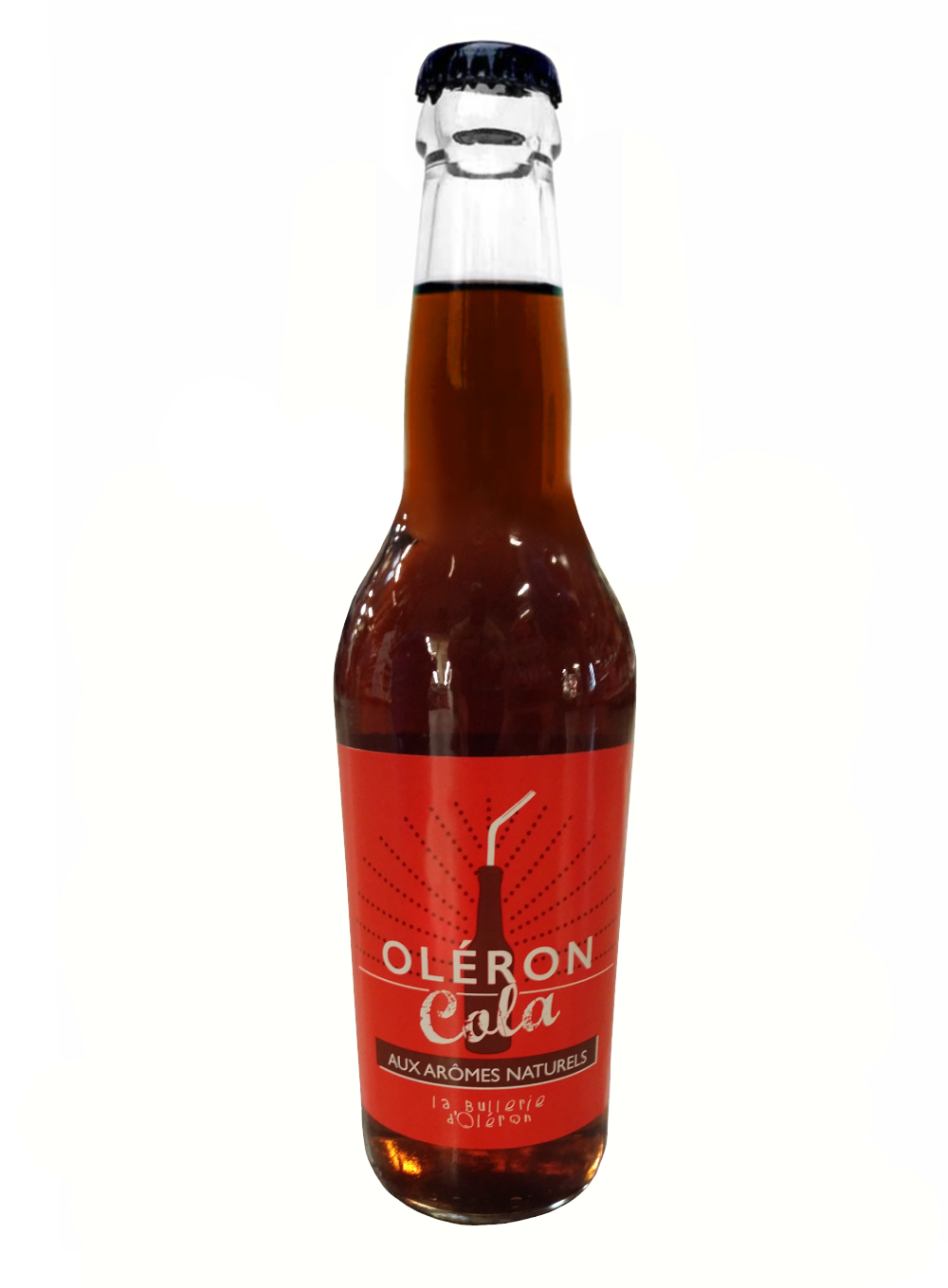
Oleron cola.
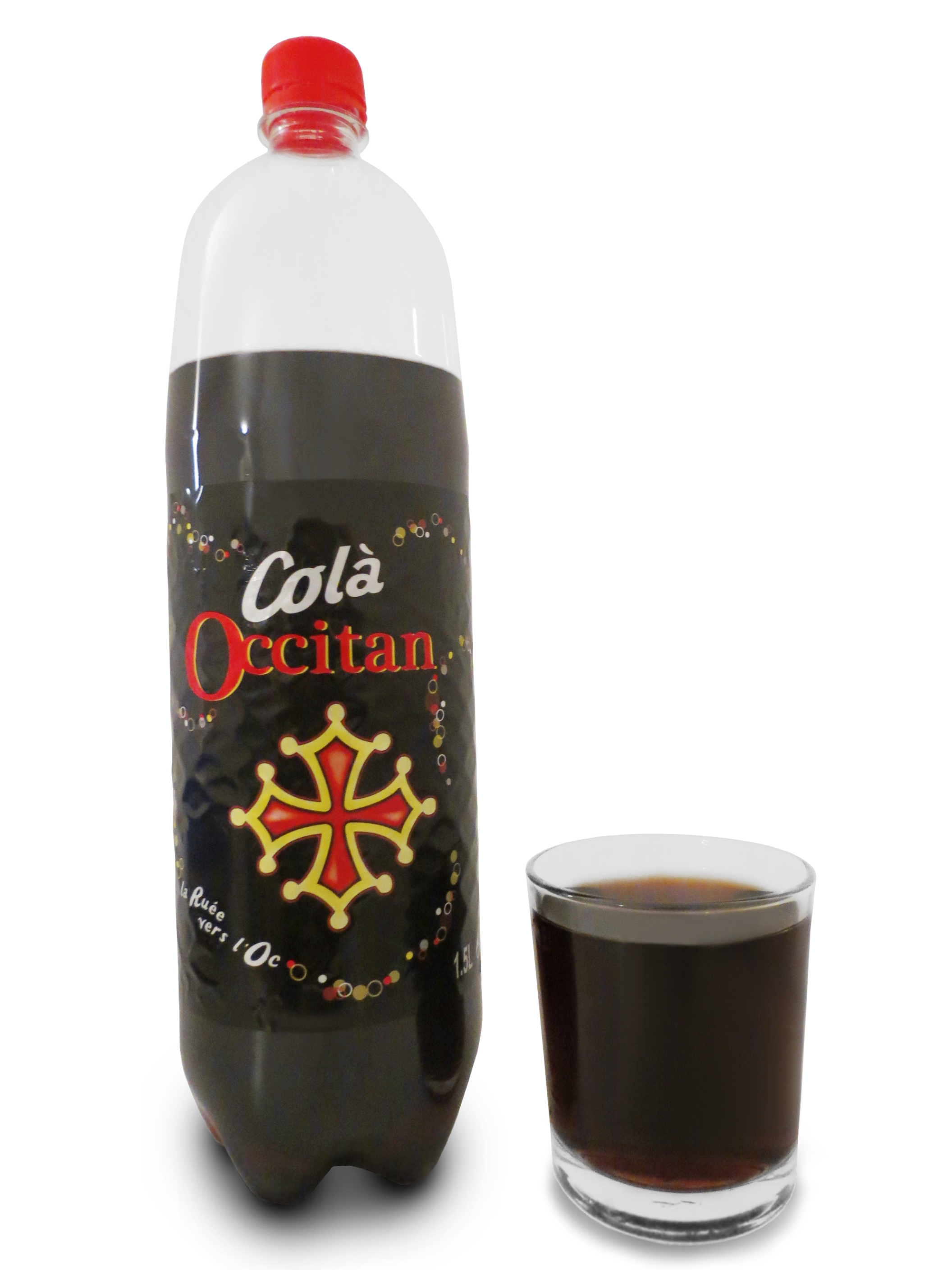
Colà Occitan.
Elsass Cola.
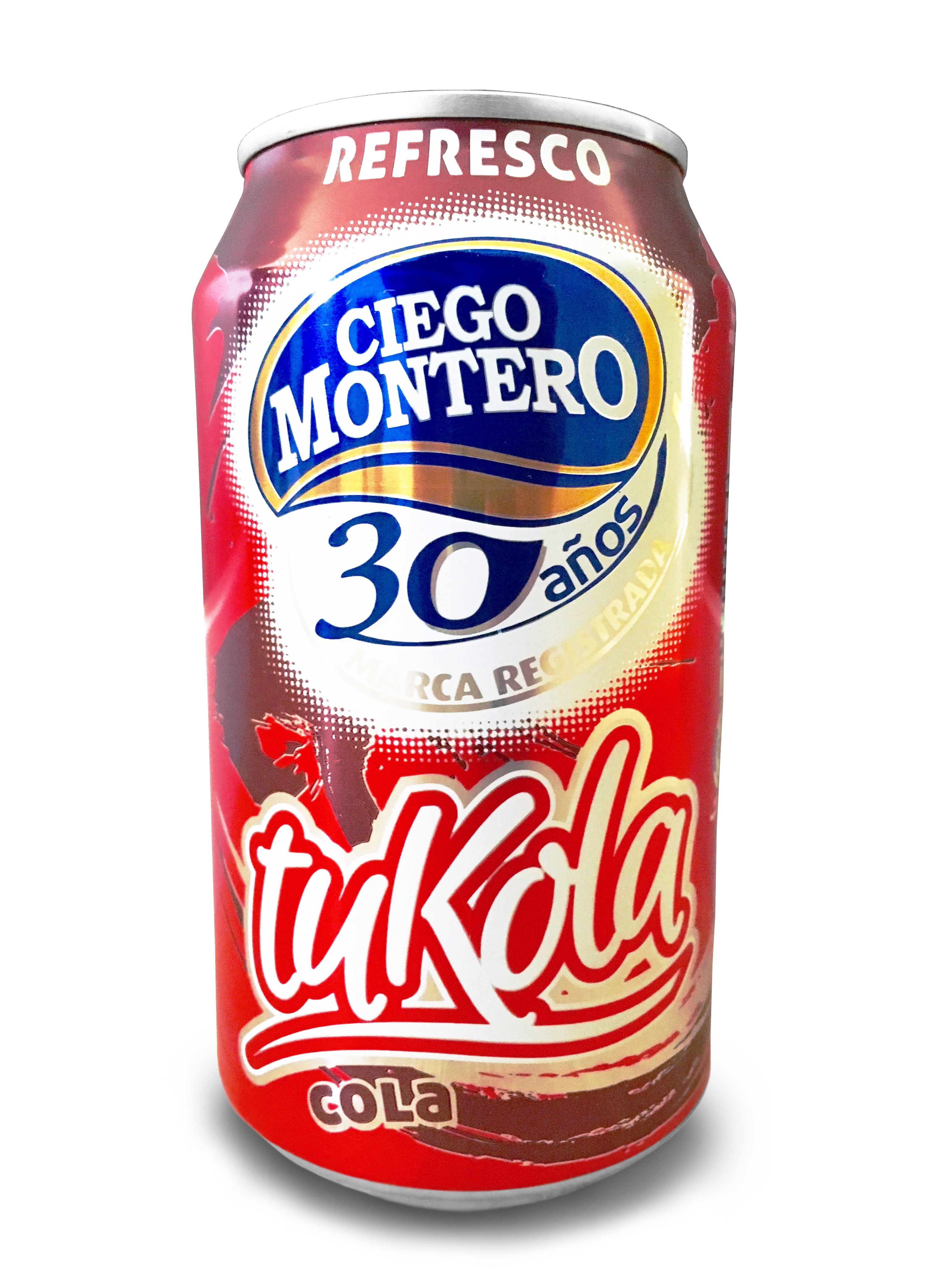
tuKola.
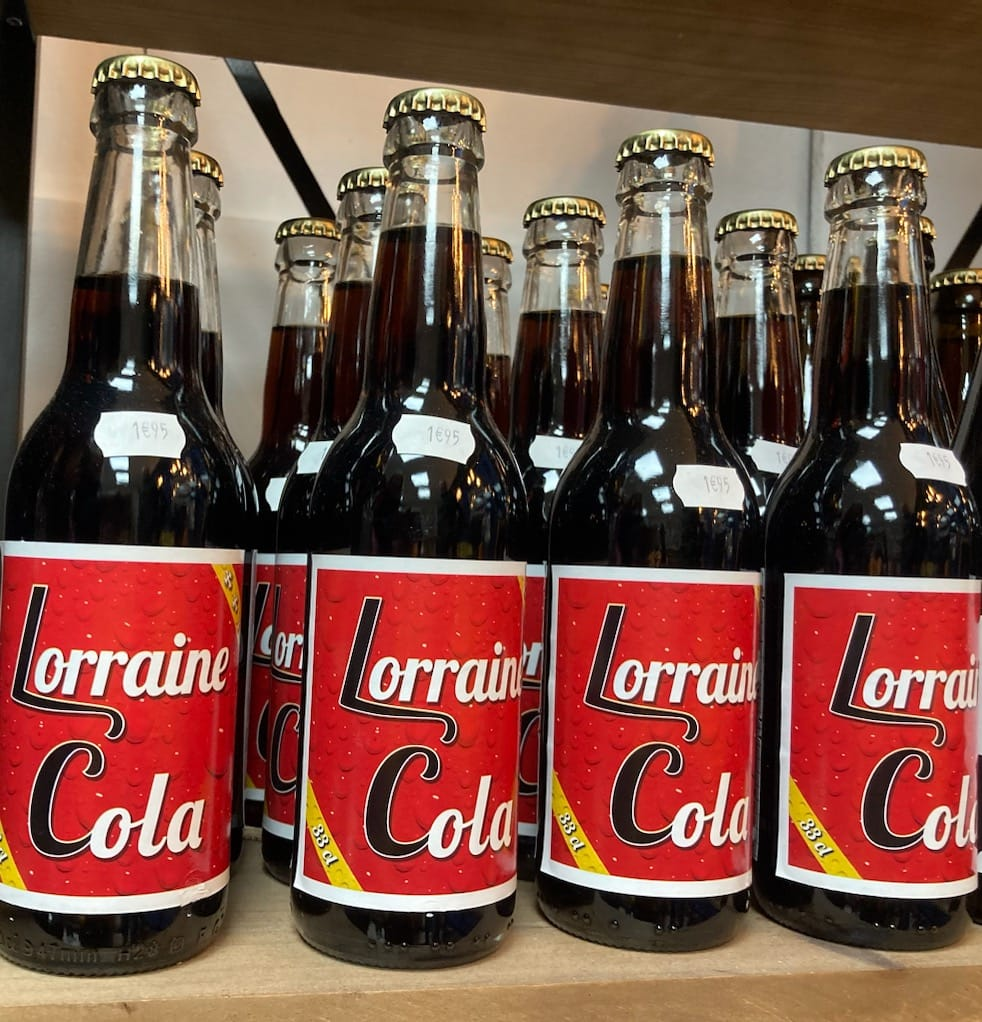
Lorraine Cola

### Colas alternatifs identitaires
Dès les années 2000, différents colas alternatifs identitaires voient le jour. Dans ce cas, l’identité culturelle n’est plus liée au territoire mais à des caractéristiques personnelles des clients visés : origine, ethnie, appartenance religieuse, opinions politiques…
Il en existe ainsi plusieurs exemples tels le Zelal Cola commercialisé en Allemagne, dont la cible privilégiée sont les résidents d’origine turque, Qibla Cola qui vise la communauté musulmane du Royaume-Uni, l'Imazighen Cola qui cible la communauté berbère de France, l'Arab Cola, commercialisé en 2002 par une entreprise de Nice, qui cible les consommateurs arabes de France ou encore le Fuji-Cola lancé au Pérou par les partisans du dictateur Alberto Fujimori.

### Colas alternatifs politiques
Il existe encore des colas alternatifs à revendication nettement politique. Ils sont essentiellement produits dans des pays ou à destination de pays en opposition, plus ou moins forte, avec les États-Unis.
Ces types de colas alternatifs peuvent alors rencontrer une clientèle importante. Ainsi, le China Cola, introduit en république populaire de Chine en 1998, atteint 7 % de part de marché, devenant le troisième producteur de boissons non alcoolisées en Chine (derrière Coca-Cola et Pepsi-Cola).[Quand ?]
Les premiers colas alternatifs anti-américains sont nés dans l’Europe de l’Est, avec le Kofola tchécoslovaque en 1959. Cuba a également développé son propre cola alternatif nommé Tropi-Cola.
Le monde musulman a été particulièrement visé par ce type de colas alternatifs. Le premier fut le Zam Zam Cola originaire d’Iran. Depuis le 11 septembre 2001, les produits se sont multipliés. Le produit phare est le Mecca Cola ; vendu à l’origine au Moyen-Orient, sa commercialisation s’est étendue à l’ensemble des états à majorité musulmane, puis aux états accueillant une communauté de résidents musulmans importante comme la France.
L’Amérique du Sud a aussi vu se développer plusieurs colas alternatifs comme le Kola Real au Pérou ou le TuKola à Cuba.
Le Coca Colla bolivien se présente à la fois comme une alternative au Coca-Cola américain, et comme une réaffirmation d'un usage de la feuille de coca distinct de la cocaïne.

### Faux colas alternatifs
Il existe finalement de faux colas alternatifs. Il s’agit en fait d’altercolas qui sont la propriété de Coca-Cola Company. Parmi ceux-ci, Thums Up ou encore Inca Kola qui ont été rachetés par la multinationale,.

## Colas équitables
Parmi les nombreux altercolas qui se sont développés, peu nombreux sont ceux qui respectent les critères du commerce équitable. Celui qui semble le plus engagé dans cette voie est le Beuk Cola[réf. nécessaire], développé par une SCOP bretonne utilisant des ingrédients issus du commerce équitable. Sa production reste cependant assez faible.
En 2010, en Normandie, s'est développée la Meuh Cola, un soda composé de sucre de canne équitable et biologique issu de la coopérative Manduvira au Paraguay.[réf. nécessaire] La société qui le produit, Solibulles, le revendique comme un soda solidaire dans la manière globale d'appréhender ses choix pour évoluer dans l'économie.
Il est encore possible de lier l’OpenCola, qui est un cola OpenSource, à ces revendications éthiques. À la différence de tous les autres colas dont les recettes sont généralement secrètes, la recette de l’OpenCola est publiée sous licence GNU GPL. N’importe qui peut donc utiliser la recette ou la modifier.
Pour finir, on peut aussi citer l'Ehka (Euskal Herriko Kola Alternatiboa), un cola basque, dont les ingrédients sont issus du commerce équitable.[réf. nécessaire]

## Colas concurrents
Les producteurs concurrents de Coca-Cola n’ont généralement pas de visée politique. Ils utilisent une recette différente de celle de Coca-Cola qu’ils commercialisent. Dans cette situation, Pepsi-Cola est le premier cola concurrent.
D’autres recettes moins connues sont aussi commercialisées. Le plus emblématique de la logique du cola concurrent est vraisemblablement l’Inca Kola. Ce produit originaire du Pérou n’a ni la couleur (noir), ni le goût proche du Coca-Cola. C’est pourtant bien un soda à base de noix de kola.
On peut aussi citer le Virgin Cola (lancé par Virgin Group), l'Afri-Cola, le Jolly Cola, le RC Cola, le Sinalco créé dès 1902, ou encore le Selecto, un cola algérien.

## Dérivés du cola
Il peut arriver que le cola soit mélangé à d'autres boissons pour en créer une nouvelle, telle que le Spezi en Allemagne. Dans le cas de cette boisson, il s'agit de mélanger le cola au jus d'orange ou au Fanta. Dans d'autres cas, comme avec Breizh Cola ou le Britt Cola, le cola a un goût plus caramélisé. En Autriche, Red Bull a conçu le Red Bull Cola, mélange de cola et de sa boisson énergisante.